# مارثا ساوثغيت
مارثا ساوثغيت (بالإنجليزية: Martha Southgate)‏ (12 ديسمبر 1960)؛ روائية أمريكية. درست في كلية سميث.